# Caroline Spencer jr.
Caroline Spencer jr. is een personage uit de Amerikaanse soapserie The Bold and the Beautiful. De rol werd gespeeld door Linsey Godfrey tussen 2012 en 2018. Het personage overleed buiten de serie in 2019.

## Personage
Caroline is de dochter van Karen Spencer, die in 2012 terugkomt naar LA voor een interview. Ze leert dan ook Rick Forrester kennen. Caroline is vernoemd naar de overleden tweelingszus van haar moeder; Caroline Spencer sr.. Ze kreeg een baan bij Forrester Creations als ontwerpster en kreeg een relatie met Rick. Ze trouwde met hem in 2013. Door haar affaire met Ridge Forrester, scheidde ze in 2015 van Rick en trouwde ze met Ridge. Ridge was in 1990 al getrouwd met haar tante Caroline sr. In 2016 gingen ze uit elkaar, omdat ze zwanger was geworden van Ridge’s zoon Thomas Forrester. Ze vormde een gezin met Thomas en verhuisde. In 2019 bleek dat ze was omgekomen. Haar zoon Douglas werd geadopteerd door Hope Logan.